# Titularerzbistum Chalcedon dei Armeni
Chalcedon dei Armeni war bis 1956 ein Titularerzbistum der Armenisch-katholischen Kirche und hatte seinen Ursprung in Chalcedon.
| Titularerzbischöfe von Chalcedon |                             |                                                                                       |                 |                   |
| Nr.                              | Name                        | Amt                                                                                   | von             | bis               |
| 1                                | Pietro Kojunian (Koyounian) | Altbischof der Eparchie Alexandria (Ägypten) und „Ordinarius für die Armenier in Rom“ | 17. März 1911   | 13. Dezember 1937 |
| 2                                | Sergio Der Abrahamian       | Weihbischof in Rom (Italien)                                                          | 15. Januar 1938 | 4. Juli 1952      |